# Robert Krawczyk
Robert Krawczyk (* 26. März 1978 in Tarnowskie Góry) ist ein ehemaliger polnischer Judoka. Er gewann eine Bronzemedaille im Halbmittelgewicht bei den Weltmeisterschaften 2003, 2007 war er Europameister. Er trägt den 3. Dan.

## Karriere
Der 1,81 m große Robert Krawczyk kämpfte bis 2010 im Halbmittelgewicht, der Gewichtsklasse bis 81 Kilogramm (bis 1997 bis 78 Kilogramm). Danach wechselte er ins Mittelgewicht, die Gewichtsklasse bis 90 Kilogramm. 1997, 2001, 2002 und 2006 war er polnischer Meister im Halbmittelgewicht, 2011 und 2012 im Mittelgewicht.
1996 war Krawczyk Dritter bei den Junioren-Europameisterschaften. 1998 belegte er den siebten Platz bei den Europameisterschaften in der Erwachsenenklasse. Zwei Jahre später unterlag er bei den Europameisterschaften 2000 in Breslau im Viertelfinale dem Spanier Ricardo Echarte. Mit Siegen über den Portugiesen Nuno Delgado, den Deutschen Dirk Radszat und den Russen Alexei Scherschnew erkämpfte sich Krawczak eine Bronzemedaille. Bei den Olympischen Spielen 2000 in Sydney schied er in seinem ersten Kampf gegen den Kubaner Gabriel Arteaga aus. Ende des Jahres siegte Krawczyk bei den Weltmeisterschaften der Studierenden. 
2002 bei den Europameisterschaften 2002 in Maribor verlor er im Viertelfinale gegen den Esten Aleksei Budõlin. Nach Siegen über den Serben Andrija Đurišić, den Niederländer Guillaume Elmont und den Russen Lascha Pipia erhielt Krawczyk eine Bronzemedaille. Im folgenden Jahr unterlag er bei den Weltmeisterschaften 2003 in Osaka im Achtelfinale dem Spanier Ricardo Echarte. Mit drei Siegen in der Hoffnungsrunde erreichte er den Kampf um Bronze, den er gegen den Japaner Yoshihiro Akiyama gewann. Bei den Olympischen Spielen 2004 in Athen gewann Krawczyk seine ersten drei Kämpfe gegen den Libyer Mohamed Bensaleh, Rick Hawn aus den Vereinigten Staaten und Mehman Əzizov aus Aserbaidschan. Nach einer Niederlage gegen den Ukrainer Roman Hontjuk im Halbfinale und gegen den Brasilianer Flávio Canto im Kampf um Bronze belegte der Pole den fünften Platz. 
Bei den Europameisterschaften 2005 in Rotterdam verlor Krawczyk im Viertelfinale gegen den Briten Euan Burton. Nach Siegen über den Litauer Radvilas Matukas, den Ukrainer Ilya Chimchiuri und den Niederländer Guillaume Elmont erhielt er seine dritte Bronzemedaille bei Europameisterschaften. Zwei Jahre später bei den Europameisterschaften 2007 in Belgrad bezwang Krawczyk im Viertelfinale den Deutschen Ole Bischof, im Halbfinale den Slowenen Klemen Ferjan und im Finale den Weißrussen Sjarhej Schundsikau. Bei den Weltmeisterschaften 2007 in Rio de Janeiro bezwang Krawczyk im Viertelfinale den Italiener Giuseppe Maddaloni. Im Halbfinale unterlag er dem Brasilianer Tiago Camilo und im Kampf um Bronze siegte Guillaume Elmont. Im Jahr darauf trat Krawczyk in Peking zum dritten Mal bei Olympischen Spielen an. Beim olympischen Turnier verlor er im Achtelfinale gegen den Südkoreaner Kim Jae-bum. Nach Siegen gegen Sjarhej Schundsikau und den Portugiesen João Neto und einer Niederlage gegen den Mongolen Damdinsürengiin Njamchüü belegte Krawczyk den siebten Platz. 2010 wurde er Militär-Europameister im Halbmittelgewicht. 
2011 gewann er bei den Militärweltmeisterschaften die Silbermedaille im Mittelgewicht. 2012 erkämpfte er mit dem polnischen Team eine Bronzemedaille bei den Mannschafts-Europameisterschaften. 2013 verabschiedete sich Robert Krawczyk mit einem Sieg beim Turnier im slowakischen Banská Bystrica als aktiver Sportler. Später arbeitete er als Judotrainer in Belgien.
Seit Mai 2022 ist er Nationaltrainer in Österreich. Er wird den ÖJV mit Ende seines Vertrages im Dezember 2024 verlassen.